# Torsten The Beautiful Libertine
Torsten the Bareback Saint es la banda sonora del musical del mismo nombre, escrita por Barney Ashton-Bullock, con música de Christopher Frost y cantada íntegramente por Andy Bell, cantante de Erasure.

Esta es la segunda parte del musical Torsten the Bareback Saint.

## Listado de canciones
| N.º | Título                                                 | Duración |  |
| 1.  | «Statement Of Intent»                                  |          |  |
| 2.  | «Beautiful Libertine»                                  |          |  |
| 3.  | «Loitering With Intent»                                |          |  |
| 4.  | «This Town Needs Jesus»                                |          |  |
| 5.  | «The Slums We Loved»                                   |          |  |
| 6.  | «Lady Domina Bizarre»                                  |          |  |
| 7.  | «(Oooh Baby, You’re So) Queercore! [With Lana Pillay]» |          |  |
| 8.  | «BJ4C»                                                 |          |  |
| 9.  | «I’m Your Lover»                                       |          |  |
| 10. | «Rupert Drinks Vodka»                                  |          |  |
| 11. | «We Were Singing Along To Liza»                        |          |  |
| 12. | «Photos Of Daniel»                                     |          |  |
| 13. | «I Am The Boy Who Smiled At You»                       |          |  |
| 14. | «Bond Street Catalogues»                               |          |  |
| 15. | «My Precious One»                                      |          |  |
| 16. | «To Have And To Hold»                                  |          |  |
| 17. | «Statement Of Intent (Reprise)»                        |          |  |